# Mordet på Robert F. Kennedy
Mordet på Robert F. Kennedy ägde rum onsdagen den 5 juni 1968 klockan 00.15 PST (06.15 UTC) på Ambassador Hotel i Los Angeles, Kalifornien. Den 42-årige senatorn och presidentkandidaten Robert F. Kennedy hade tidigare under kvällen erkänts som vinnare i primärvalen i South Dakota och Kalifornien inför presidentvalet i november. Kennedy höll tal till valarbetare och journalister på Ambassador Hotel och när han efteråt skulle ta sig ut genom köket och hälsade på kökspersonal sköts han i huvudet. Han fördes till Good Samatarian Hospital, där han avled klockan 01.44 den 6 juni, cirka 26 timmar efter attentatet. Gärningsmannen var den 24-årige palestinsk-amerikanske diskaren Sirhan Sirhan som efter dådet dömdes till döden. Straffet omvandlades 1972 till livstids fängelse.
Kennedys stoft fördes till Saint Patrick's Cathedral i New York där senatorn låg på lit de parade i två dagar innan begravningen ägde rum på Arlingtonkyrkogården i Washington, D.C. den 8 juni. Efter mordet förstärktes skyddet kring presidentkandidaterna. I presidentvalet den 5 november segrade republikanernas Richard Nixon. Mordet på Robert F. Kennedy har gett upphov till åtskilliga konspirationsteorier om bland annat CIA:s inblandning.

## Bakgrund

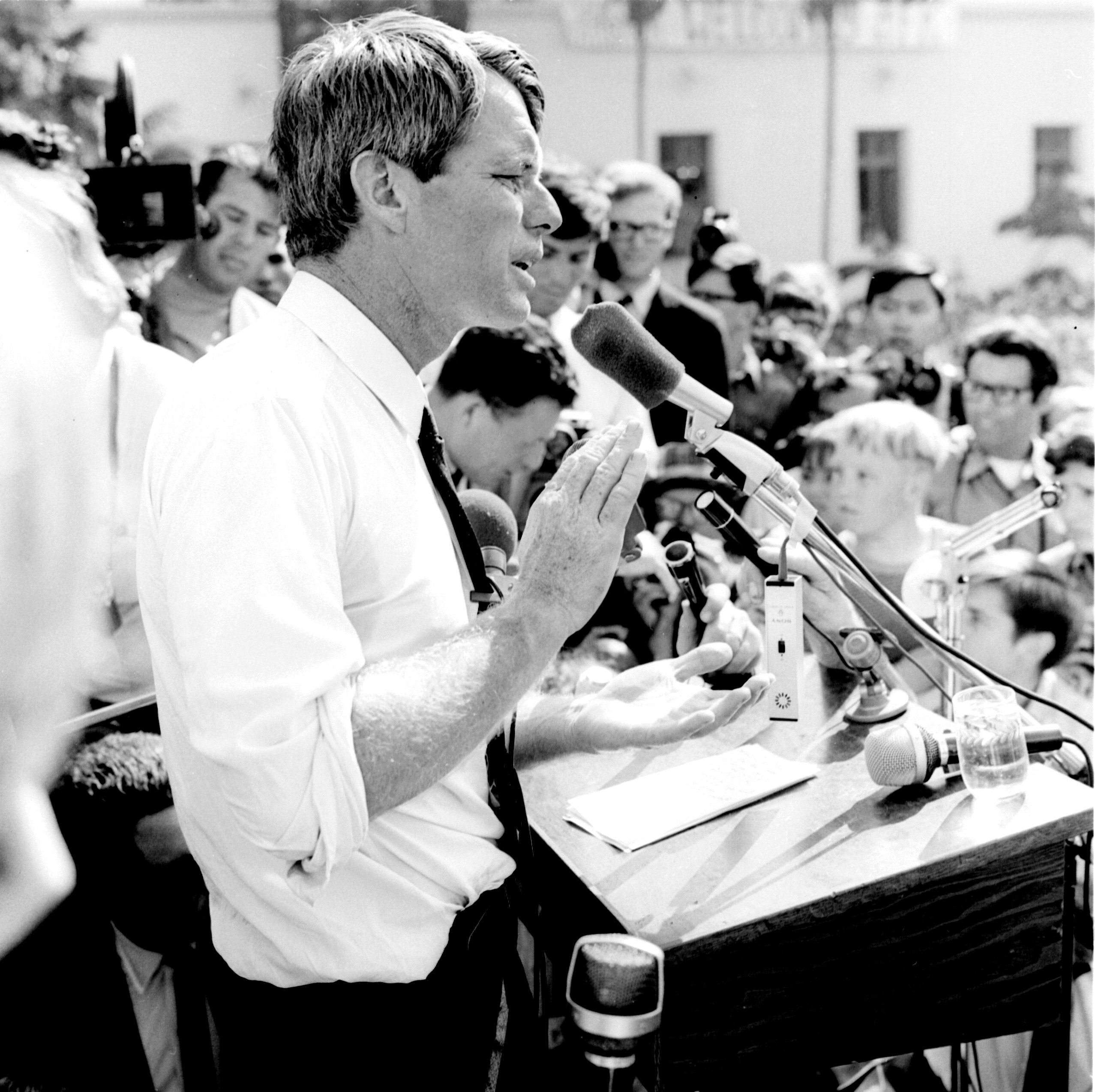
Kennedy håller tal under presidentkampanjen i Los Angeles 1968.

Kennedy hade besökt brittiska Palestinamandatet 1948 och hemkommen skrev han i The Boston Post om sin resa och sin beundran för de judiska invånarna i brittiska Palestinamandatet. Resan gjorde honom till anhängare av Israel och han beslöt att arbeta för Israels sak när han blev senator. När brodern John F. Kennedy tillträdde som president tjänstgjorde Robert Kennedy som justitieminister från och med januari 1961. Han lämnade sitt uppdrag den 3 september 1964 för att kandidera till president inför valet 1968. Han var sedan den 3 januari 1965 senator för New York.
Det politiska klimatet under valrörelsen präglades av social oro och president Lyndon B. Johnsons försök att genomdriva antidiskrimineringslagar resulterade i kravaller i storstäderna och samtidigt fanns ett växande motstånd mot Vietnamkriget. Dessutom ökade kravallerna i städerna efter mordet på medborgarrättskämpen Martin Luther King den 4 april 1968. Kennedy blev demokratiska partiets presidentkandidat den 16 mars, fyra dagar efter att senator Eugene McCarthy fick 42 procent av rösterna i primärvalet i New Hampshire mot president Johnsons 49 procent. Två veckor senare meddelade Johnson att han inte skulle ställa upp för återval och att vicepresident Hubert Humphrey skulle ställa upp en månad senare. Efter primärvalet i Kalifornien hade Kennedy 393 elektorsröster mot Humphreys 561 och McCarthys 258.

## Mordet

### Händelseförloppet
Primärvalet i Kalifornien hölls tisdagen den 4 juni och resulterade i 46 procent för Kennedy och 42 procent för McCarthy. Fyra timmar efter att vallokalerna stängts proklamerade Kennedy att demokraterna segrat. Vid klockan 12.10 på förmiddagen (CST) den 5 juni höll Kennedy ett möte för sina valarbetare och supportrar i ambassadrummets balsal på Ambassador Hotel i Los Angeles. Presidentkandidaterna omfattades inte av skydd av United States Secret Service. Kennedy skyddades bara av den före detta FBI-agenten William Barry och två privata livvakter; Rafer Johnson, som vunnit olympiskt guld i tiokamp, och den tidigare fotbollsspelaren Rosey Grier. Under hela valkampanjen rörde sig Kennedy nära åskådarna och människor hade återkommande försökt röra honom under hans framträdanden.
Kennedy höll tal inför åskådarna i balsalen och avslutade med att säga: "Tack till er alla och nu far vi till Chicago och vinner där." Reportrarna ville ha en presskonferens och kampanjarbetaren Fred Dutton beslutade att Kennedy skulle gå genom köket bakom balsalen till ett pressrum för att möta journalisterna där. När Kennedy lämnade podiet och började gå mot utgången stoppade William Barry honom och sade: "Nej, det har ändrats. Vi går den här vägen." Barry och Dutton började bredda väg för Kennedy mot kökskorridoren, men den stora folkmassan förhindrade honom att följa efter och Kennedy gick med hovmästaren Karl Uecker ut genom bakdörren. Uecker ledde sedan Kennedy genom köket, men tappade greppet om senatorn när Kennedy skakade hand med folk han passerade. När Kennedy vände sig åt vänster och skakade hand med diskplockaren Juan Romero kom Sirhan Sirhan fram bakom en ismaskin, tog sig förbi Uecker och sköt flera gånger mot Kennedy med en .22 gevärskalibrig Iver Johnson 55-A revolver.

### Gärningsmannen avväpnas
Efter skotten föll Kennedy till golvet medan William Barry slog Sirhan i ansiktet två gånger och flera andra, däribland författaren George Plimpton, grep tag i Sirhan och avväpnade honom. Samtidigt fortsatte Sirhan skjuta, varvid fem personer skadades: reportern vid ABC News William Weisel, Paul Schrade vid United Automobile Workers union, aktivisten vid demokratiska partiet Elizabeth Evans, kampanjarbetaren Irwin Stroll och Ira Goldstein vid Continental News Service.
Någon minut senare lyckades Sirhan slå sig fri och fick tag i revolvern, men hade redan skjutit slut på ammunitionen och brottades ner igen. Barry tog sig fram till Kennedy och lade sin kavaj under hans huvud. Senare beskrev Barry situationen: "Jag visste omedelbart att det var en .22, liten kaliber, så jag hoppades det inte skulle vara så illa, men då såg jag hålet i senatorns huvud och jag förstod." Skotten utlöste kaos och journalister kom springande från alla håll mot Kennedy. Juan Romero, som Kennedy hälsade på när han sköts, satt invid senatorn och lade Rosenkransen i hans hand. Medan han låg på golvet frågade Kennedy Romero: "Är alla okej?", varvid Romero svarade: "Ja, alla är okej." Kennedy vände sig då bort och sade: "Allting kommer att bli okej." Detta moment fångades av fotografen Bill Eppridge vid Life och bilden blev en symbol för attentatet.

### Kennedy avlider
Kennedys hustru Ethel, som var gravid i tredje månaden, stod bortanför folksamlingen och sökte hjälp. Hon fördes omsider till maken och först efter flera minuter anlände sjukvårdare. När Kennedy skulle lyftas upp på en bår viskade han: "Lyft mig inte", vilket blev hans sista ord. Strax därefter förlorade han medvetandet. Han fördes till Central Receiving Hospotal och en läkare försökte väcka honom genom att slå på hans kind och ropa: "Bob, Bob", medan en annan läkare gjorde hjärtmassage. När hjärtat kom igång gavs Ethel ett stetoskop så hon kunde lyssna på hjärtslagen.
Efter en halvtimme flyttades Kennedy till sjukhuset Good Samaritan för operation och en skola i närheten blev mediernas högkvarter under pressuppvaktningen. Operationen började klockan 3.12 och pågick i en timma och 40 minuter. Klockan 5:30 på morgonen gjorde talesmannen Frank Mankiewicz ett uttalande där han sade att Kennedys tillstånd var livshotande. Han hade skjutits tre gånger; en kula penetrerade huvudet bakom högra örat och lämnade fragment i hjärnan och de två andra träffade honom i armhålan. En av dem gick ut genom bröstet och den andra genom nacken. Kulan och benfragmenten i huvudet var svåra att få bort och klockan 1.44 den 6 juni, omkring 26 timmar efter attentatet, dödförklarades Kennedy. Dödsfallet annonserades till media av Frank Mankiewicz omkring klockan 2.

## Gärningsmannen

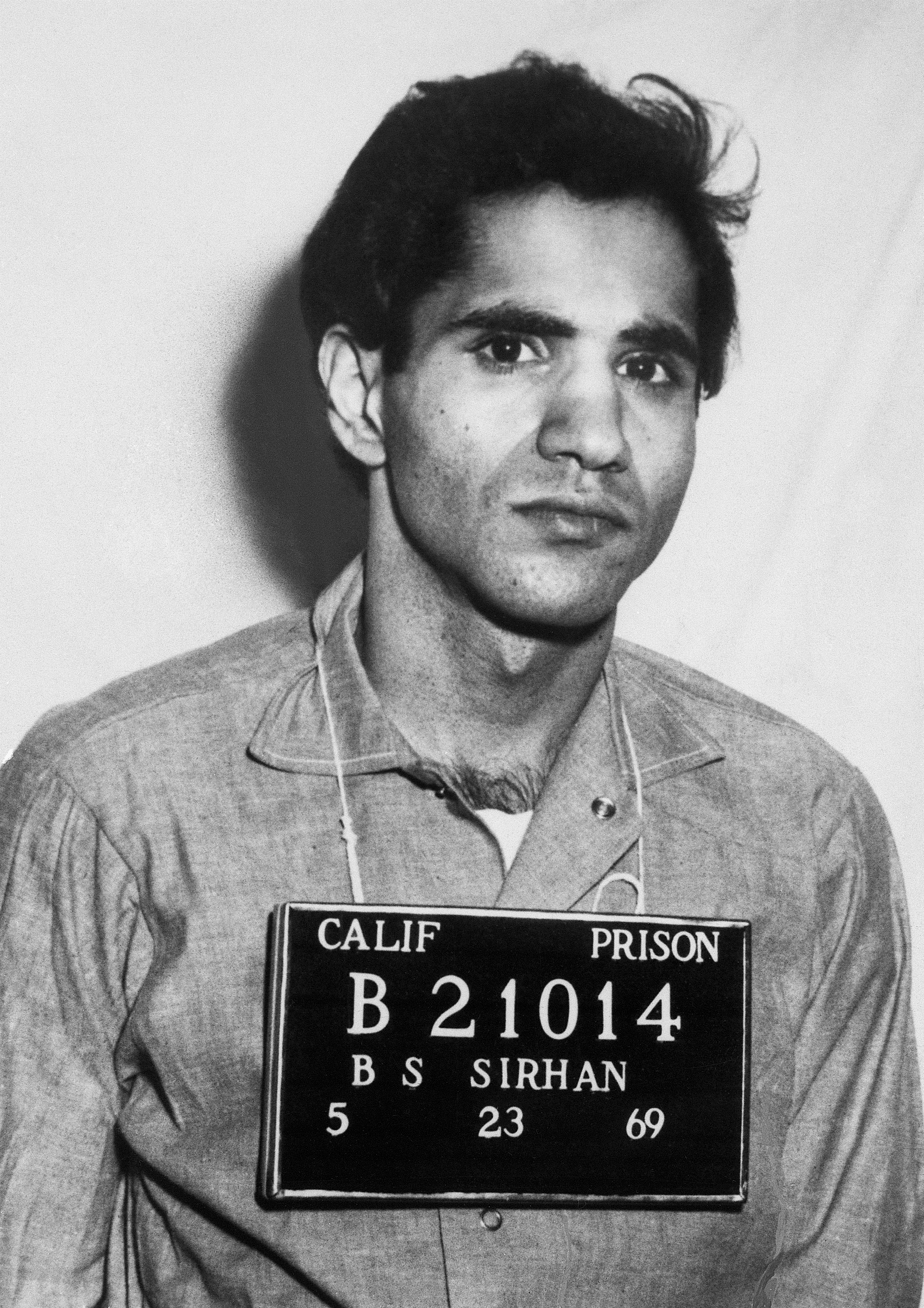
Foto av Sirhan Sirhan efter arresteringen.

Gärningsmannen Sirhan Sirhan, född den 19 mars 1944, föddes i Jerusalem. Han är palestinsk arab och var vid tiden för attentatet stark anti-sionist. I en dagbok som återfanns i hans hem under husrannsakan framkom hans hat mot Robert Kennedy och hans beslutsamhet att mörda senatorn före den 5 juni. Det har ibland framförts en teori om att mordet ägde rum den 5 juni på grund av att det var ettårsdagen sedan sexdagarskriget inleddes mellan Israel och de arabiska grannländerna Jordanien, Egypten och Syrien. Vid rättegången medgav Sirhan att hans hat mot Kennedy uppkom på grund av Kennedys stöd för Israel. En del hävdar att mordet på Robert Kennedy var det första våldsdådet som utfördes i USA på grund av konflikten mellan Israel och araber i Mellanöstern. Huruvida Israelkonflikten var Sirhans motiv har dock ifrågasatts.
Sirhan dömdes för mordet den 17 april 1969 och dömdes sex dagar senare till döden. 1972 ändrades straffet till livstids fängelse. Sedan dess har Sirhan begärt nåd 15 gånger, men fått avslag. Han avtjänar straffet på Richard J. Donovan Correctional Facility i södra San Diego County. Hans advokater menar att Sirhan är oskyldig och själv säger han sig inte ha något minne av attentatet.

## Konspirationsteorier

### CIA
I november 2006 visades ett program av filmaren Shane O'Sullivan i BBC:s Newsnight, vari O'Sullivan hävdade att flera CIA-agenter var närvarande vid attentatet. Tre män som figurerar i filmerna och fotografierna från balsalen identifierades som före detta CIA-agenter av personer som sade sig arbetat med dem vid CIA:s bas i Miami. Agenterna utpekades som David Morales, Gordon Campbell och George Joannides. Familjemedlemmar och vänner till Morales menade dock att det inte var han som sågs på bilderna från mordkvällen. O'Sullivan publicerade sedan en bok om attentatet. Författarna Jefferson Morley och David Talbot kom sedan fram till att Campbell, som enligt O'Sullivan figurerar på filmer från mordkvällen, avled av en hjärtinfarkt redan 1962. O'Sullivan svarade kritikerna med att mannen på filmen kunde använt Campbells namn som ett alias. O'Sullivan kontaktade då Los Angeles-polisen, som kunde konstatera att männen som O'Sullivan identifierat som Campbell och Joannides i själva verket var Michael Roman och Frank Owens, två representanter för klockföretaget Bulova som haft en konferens på hotellet på morddagen. O'Sullivan fortsatte ändå driva sin linje och hävdade att Bulova samarbetade med CIA.

### Teorin om en till skytt
Skadorna på Kennedy har tolkats som att gärningsmannen stod bakom honom och då vittnen hävdat att Sirhan stod vänd mot väst medan Kennedy kom gående från öst har teorier om en annan gärningsman framlagts. Bland annat har rättsläkaren i Los Angeles County Thomas Noguchi påstått att det dödande skottet mot Kennedy avlossades bakifrån. Dock har andra vittnen sagt att Kennedy vände sig åt vänster och hälsade på folk när Sirhan kom fram till honom, vilket gjorde att Sirhan kunde skjuta honom från höger. 1975 beslutade USA:s högsta domstol att teorin om en andre gärningsman skulle utredas, varefter experternas slutsats var att mycket liten eller ingen bevisning fanns som stödde teorin. Ögonvittnen och privatspanare har ändå fram till dags dato framfört sitt stöd för teorin, däribland ögonvittnet John Pilger som gjorde ett uttalande om saken 2008.
2007 uppmärksammades kriminalteknikern Philip van Praags analys av en ljudinspelning från attentatet. van Praag menade att det på ljudinspelningen hördes 13 skott, men att Sirhans revolver bara kunde vara laddad med åtta kulor och att han omöjligt haft tid att ladda om. Dessutom menade van Praag att skotten på ett ställe i ljudupptagningen kom i snabbare följd än vad en ensam gärningsman kunnat skjuta. Liknande slutsatser har dragits av ballistikexperten Eddy B. Brixen i Köpenhamn. Andra ljudexperter har hävdat att endast åtta skott kan höras i ljudupptagningen som först 2004 offentliggjordes av Brad Johnson vid CNN.
Teorin om en andra gärningsman användes av Sirhans advokater Laurie Dusek och William Francis Pepper, men domaren John Beverly Reid O'Connel i Los Angeles beslöt 2015 att inte ta upp fallet för resning.
I maj 2018 gjorde Kennedys son Robert F. Kennedy Jr. ett uttalande till The Washington Post, där han sade sig tro på teorin om en andra gärningsman. Uttalandet föregicks av en flera månader lång granskning som Kennedy gjorde av utredningen och de uppgifter som framkom om alternativa gärningsmän. Under sina efterforskningar besökte också Kennedy Sirhan i fängelset.

#### Livvakten Thane Eugene Cesar
En person som i flera nyhetsartiklar utpekats som den andre gärningsmannen är livvakten Thane Eugene Cesar som gick bakom Kennedy vid attentatet. Enligt Dan Moldea som skrev boken The Killing of Robert F. Kennedy: An Investigation of Motive, Means, and Opportunity har Cesar gett olika versioner om när han drog sitt vapen och vad han gjorde efter skotten. Cesar uppmärksammades i media efter att uppgifter framkom om att det dödande skottet mot Kennedy avlossades bakifrån. Enligt Moldea var Cesar hatisk till både John och Robert Kennedy. Cesar förnekade inblandning i mordet när han intervjuades av Moldea inför boken. När Cesar gick bakom Kennedy bar han en revolver av kaliber .38, men privat ägde han en revolver av kaliber .22 som liknade Sirhans vapen. Cesar sade sig ha sålt vapnet innan mordet, men senare framkom det att han hade vapnet i sin ägo fram tills han sålde det tre månader efter mordet. Dock finns det ingenting som tyder på att Cesar bar vapnet under attentatet.

### Kvinnan i polkaprickig klänning
Sammanlagt 25 vittnen hävdade att de iakttagit en kvinna i polkaprickig klänning på olika platser på Ambassador Hotel före och efter attentatet; 13 sade sig sett henne tillsammans med Sirhan. Ett vittne, kampanjarbetaren Sandra Serrano, sade att hon klockan 11.30 satt utomhus på trappan som ledde till balsalen. En kvinna och två män, varav en hon senare identifierade som Sirhan, passerade henne uppför trappan. Omkring en halvtimme senare hörde hon ljud som lät som avgasknallar från en bil och såg kvinnan och en av männen springa från platsen. Serrano hävdade att kvinnan då skulle ropat: "Vi sköt honom, vi sköt honom." När Serrano frågade vem kvinnan menade, svarade hon "Senator Kennedy."
Kvinnan ska också iakttagits av vittnet Evan Freed och ett annat vittnesmål gör gällande att kvinnan befann sig i köket tillsammans med Sirhan vid eller strax innan attentatet. Senare har det hävdats att Serrano skulle erkänt för polisen att hon fabricerat sina uppgifter om kvinnan i polkaprickig klänning. 1974 berättade den före detta polismannen i Los Angeles Paul Sharaga för radiokanalen KMPC att när han beordrades till Ambassador Hotel efter attentatet, rapporterade ett äldre par till honom att de sett ett par i 20-årsåldern, där kvinnan var klädd i en polkaprickig klänning. Paret skulle leende skrikit "Vi sköt honom... vi dödade Kennedy... vi sköt honom... vi dödade honom." Sharaga berättade vidare att han skrev ner händelsen i flera rapporter, men att saken förblev outredd och att rapporterna försvann.
Under en utfrågning 2011 sade Sirhan att han på morddagen träffat en kvinna i prickig klänning på hotellet och att de gick för att dricka kaffe. Efter en stund kom en tjänsteman och sade att platsen de satt på skulle användas till något, varefter kvinnan gav sig av.

## Efterspel
Kennedy obducerades den 6 juni och fraktades sedan till Manhattan. En mässa ägde rum i Saint Patrick's Cathedral på morgonen den 8 juni. Stoftet fördes sedan med tåg till Washington och begravningen ägde rum nattetid intill John F. Kennedys grav på Arlingtonkyrkogården. Efter mordet beordrade Lyndon B. Johnson att säkerheten kring de övriga presidentkandidaterna skulle förstärkas.
De kläder som Kennedy bar när han sköts bevaras hos åklagaren i Los Angeles County. 2010 ställdes de ut under en konferens om kända brott i Las Vegas, men omgående lades de undan och Las Vegas-polisen framförde en ursäkt till familjen.